# Rezerwat przyrody Dolina Racławki
Rezerwat przyrody Dolina Racławki – krajobrazowy rezerwat przyrody o powierzchni 473,92 ha, znajdujący się w Dolinie Racławki, nad rzeką Racławka w powiecie krakowskim. W całości położony na terenie Parku Krajobrazowego Dolinki Krakowskie oraz w obszarze Natura 2000 PLH120005 Dolinki Jurajskie. Utworzony został w 1962 r. na powierzchni 62,29 ha, a po powiększeniu w roku 1990 stał się największym rezerwatem w województwie małopolskim. Obejmuje dno doliny oraz przyległe partie zboczy na odcinku ponad 3 km, między skrajem wsi Paczółtowice a Dubiem (gdzie wpływa potok Szklarka z pobliskiej Doliny Szklarki tworząc odtąd rzekę Rudawka).
Zbocza doliny są bardzo strome, miejscami skaliste (niżej karboński wapień węglowy, wyżej wapień górnojurajski oraz wapień dewoński). Całą dolinę pokrywa las bukowy (trzy typy buczyn: karpacka, ciepłolubna i kwaśna) oraz lasy grądowe (grab z innymi domieszkami), a także łęgi olszowe. Na terenie rezerwatu stwierdzono występowanie 27 gatunków roślin chronionych, m.in.: buławnik mieczolistny, kruszczyk szerokolistny, pokrzyk wilcza jagoda, widłak goździsty, żłobik koralowy, śnieżyczka przebiśnieg, orlik pospolity. Rośnie tutaj najpiękniejszy spośród „polskich” storczykowatych – obuwik pospolity. Znajdują się tu pomniki przyrody (3 buki, lipa). Dość obfity potok Racławka płynie bystro, tworzy jary, baseniki i niewielkie wodospady lub bystrza. Przy wylocie wąwozu Stradlina zasila go wydajne Źródło Bażana.
Największe wyodrębnione skały to: Opalona, Skałka z Nyżą. Łom Hrabski i grupa Skał nad Boiskiem. Grupa skał znajduje się również w Wąwozie Żarskim. Wapienne podłoże powoduje, że w rezerwacie występuje wiele jaskiń i schronisk. M.in. są to: Jaskinia Racławicka, Jaskinia Beczkowa, Jaskinia Żarska, Jaskinia Żarska Górna, Jaskinia bez Nazwy, Schronisko Żarskie Pierwsze, Schronisko Żarskie Drugie, Schronisko Żarskie Trzecie, Schronisko Żarskie Czwarte i Schronisko Żarskie Małe.
U wylotu doliny, na jej zachodnich zboczach w wąwozie Zbrza znajduje się Kopalnia Odkrywkowa Dolomitu Dubie.

## Turystyka
Bazy wypadowe z następujących miejscowości: Krzeszowice, Rudawa, Dubie, Dębnik, Paczółtowice, Żary, Szklary. Przy drodze prowadzącej środkiem rezerwatu znajduje się nieduży parking.
Punktem startowym do zwiedzania Doliny Racławki od strony Dubia jest parking i plac zabaw przy Skałach nad Boiskiem, oraz położony wyżej leśny parking z miejscem biwakowym. Prowadzą stąd trzy ścieżki dydaktyczne; jedna ogólnoprzyrodnicza i dwie geologiczne, oraz dalekobieżne szlaki turystyki pieszej i rowerowej. Ścieżki te są częściowo dostępne dla niepełnosprawnych turystów.
 Szlak Dolinek Jurajskich
 Jurajski Rowerowy Szlak Orlich Gniazd
 niebieska, ogólnoprzyrodnicza ścieżka dydaktyczna. Od parkingu w Dubiu dnem Doliny Racławki, obok Opalonej, Skałki z Nyżą, Źródła Bażana, przez wąwóz Stradlina i Komarówkę do dna doliny. 13 przystanków edukacyjnych
 czerwona, geologiczna ścieżka dydaktyczna. Od parkingu w Dubiu obok kamieniołomu w Dubiu, dnem wąwozu Zbrza, obok kamieniołomu Dębniki i Łomu Hrabskiego do dna doliny. 5 przystanków.
 żółta, geologiczna ścieżka dydaktyczna w postaci zamkniętej pętli. Od parkingu w Dubiu Wąwozem Żarskim do Doliny Szklarki i z powrotem (inną trasą). 8 przystanków.